# Guaricattonia
× Guaricattonia, (abreviado Gct) en el comercio, es un híbrido intergenérico entre los géneros de orquídeas Broughtonia × Cattleya × Guarianthe. Fue publicado en Orchid Rev. 111(1254, Suppl.): 95 (2003).